# Im Schatten des schwarzen Todes
Der Roman Im Schatten des schwarzen Todes wurde von Harald Parigger verfasst. Es handelt sich um ein illustriertes Jugendbuch, das vom Verlag für die Altersgruppe 12–14 Jahren empfohlen wird und von der Pest im Jahre 1348 handelt.

## Inhalt
Der Roman schildert das Wüten der Pest in Deutschland im Jahr 1348 aus der Sicht zweier Jugendlicher, des jungen Novizen Thomas und des jüdischen Kaufmannssohns David. In Davids Besitz befand sich eine medizinische Abhandlung, die die Heilung der Seuche ermöglichen könnte, die ihm aber gestohlen wurde.

## Einordnung ins Werk des Autors
Im Schatten des schwarzen Todes ist einer von mehreren historischen Jugendromanen des Autors. Parigger thematisiert in diesen unterschiedliche Aspekte der jeweiligen Epochen, so etwa in Bezug auf das Mittelalter, Hexenverfolgung, oder wie in diesem Roman die Pest, Armut und die Stellung der Juden in der Gesellschaft.

## Rezeption
„Eine spannende und historisch genaue Schilderung vergangener Zeiten.“

„Als Einzellektüre ebenso brauchbar wie im Gespräch, dem die Darstellung einen emotionalen Hintergrund verleihen kann.“

## Textausgaben
- 1998: Schneiderbuch, Köln, gebundene Ausgabe, ISBN 978-3-505-10394-0.
- 2001: Deutscher Taschenbuch Verlag, München, aktuell (2010) in der 10. Auflage, ISBN 978-3-423-70633-9.

## Sekundärliteratur
- Anuschka Burkhardt: Im Schatten des Schwarzen Todes von Harald Parigger: Ein historisches Jugendbuch als Vorschlag einer Schullektüre für die 7. Jahrgangsstufe. 1. Auflage. Grin Verlag, München 2008, ISBN 978-3-638-92149-7 (eine Studienarbeit aus dem Jahr 2006 der Ludwig-Maximilians-Universität München).